# Макшейн, Иэн
И́эн Дэ́вид Макше́йн (англ. Ian David McShane; род. 20 сентября 1942, Блэкберн, Ланкашир, Англия, Великобритания) — британский актёр театра, кино, телевидения и озвучивания. Лауреат премии «Золотой глобус» (2005).
Наибольшую известность приобрёл после телесериалов «Лавджой» (1986—1994, Би-би-си) и «Дедвуд» (2004—2006, HBO). Американский журнал «People» назвал его в 2005 году «самым сексапильным телезлодеем» (англ. Sexiest TV villain).

## Биография

### Ранние годы
Иэн Макшейн родился 29 сентября 1942 года в Блэкберне, графство Ланкашир, но вырос в городке Эрмстон около Манчестера, в семье Ирэн (до замужества Коули) и Гарри Макшейнов. Его отец Гарольд «Гарри» Макшейн был профессиональным шотландским футболистом и играл за клуб «Манчестер Юнайтед». Сам Иэн в детстве занимался футболом, но по стопам отца не пошёл, увлёкшись актёрским мастерством. Окончив Стретфордскую среднюю школу, где ему привили интерес к театру, Иэн поступил в Королевскую академию драматических искусств.

### Начало карьеры
Будучи ещё студентом, Макшейн получил одну из главных ролей в картине режиссёра Ральфа Томаса «Дикие и жаждущие» (1962), представ в образе юного бунтаря из провинциального университета. Ради этого фильма молодой человек бросил учиться, хотя до окончания академии оставался только семестр.
Вслед за удачным дебютом Иэн начинает сниматься в различных британских телесериалах. В середине 1960-х годов выходят с его участием драма Джона Миллза «Девушка-цыганка» (о дружбе 17-летней девушки из английской деревушки с цыганом) и телеэкранизация романа Эмили Бронте «Грозовой перевал», в которой он сыграл Хитклиффа.
Помимо съёмок в кино и на телевидении он играет в театрах Вэст-энда и на Бродвее, где в начале ноября 1967-го (после показа в Англии) был поставлен спектакль о судьбе трёх молодых людей, оказавшихся в блокадном Ленинграде — пьеса «Мой бедный Марат» Алексея Арбузова, переведённая как «Обещание» (англ. The Promise). В американской постановке партнёрами Макшейна (в роли Марата) выступили Иэн Маккеллен (Леонидик) и Айлин Эткинс (Лика).

### 1970—1980-е годы
На рубеже 1970-х годов критики стали отзываться о Макшейне не иначе как о «новой, самой романтичной звезде Англии». Иэн снимается в киноэпопее «Битва за Англию» (см. также «Битва за Британию»), составляет дуэт Аве Гарднер в мистическом фильме «Там Лин» по мотивам шотландской баллады о волшебнице, заколдованном ею рыцаре и влюблённой в него девушке (англ. Tam Lin), играет гангстеров в жёстких боевиках — на пару с Ричардом Бёртоном в «Злодее» и Оливером Ридом в «Подсадной утке». В «Выкупе» он превратился в одного из главных террористов, которым противостоял герой Шона Коннери.

Роль «плохого парня» мне больше по душе. Это весело. Когда тебе чуть за двадцать, ты берёшься за любую роль. И очень трудно себя оценить. Как, например, в театральной студии, когда ты играешь 60-летних в русских пьесах, а тебя разносят в пух и прах, и ты говоришь: «Какого чёрта? Я в восемнадцать пытаюсь сыграть русского старика?» Но роль «плохого парня» — к этому у меня с самого начала был талант.
Оригинальный текст (англ.)The bad boy: always more fun. It’s funny. When you’re in your early 20s, you go ahead and do everything. And it’s very hard to judge yourself. It’s like when you’re in drama school, and you’re playing a 60-year-old in Russian plays, and you get criticized, and you say, «What the hell, I’m an 18-year-old trying to be a 60-year-old Russian?» But the bad boy, I had a knack for it from the start.— Иэн Макшейн, «Нью-Йорк таймс»
Актёр пробует свои силы в Голливуде, но преимущественно ему предлагают второстепенные однотипные роли, что мало его устраивает. Личная жизнь Макшейна в этот период становится слишком сумбурной. Наиболее успешным голливудским фильмом тех лет для актёра стал «Последний круиз на яхте „Шейла“». Из ролей второй половины 1970-х годов критики чаще всего выделяют Иуду в мини-сериале итальянского режиссёра Франко Дзеффирелли — «Иисус из Назарета» (1977), а также британского премьер-министра Дизраэли в одноимённой телепостановке 1978 года.
По версии Дзеффирелли Иуда — фигура скорее политическая, чем религиозная. Иэн играет идеалиста, надеющегося, что Иисус сможет поднять еврейский народ на мятеж против римлян и возродить былое величие царства. И когда Иуда понимает, что тот ни о чём подобном не помышлял, то поддаётся на манипуляции священника-интригана Зеры (вымышленный персонаж Иэна Холма) и совершает предательство, желая проверить истинность Мессии.
Запомнился зрителям актёр и в образе одного из самых знаменитых британских деятелей XIX века. Журнал «Тайм» в рецензии по поводу выхода на телеэкраны США биографического мини-сериала о Бенджамине Дизраэли писал, что премьер-министр в исполнении Макшейна — один из самых циничных политиков, и при этом самый романтичный из мужчин.
В 1980-е годы следует череда сериалов и фильмов, в которых Иэн Макшейн, как правило, выступает на вторых ролях: в этот период актёр фактически перестал сниматься в «большом кино» (после 1985-го), хотя участвовал во многих известных телепроектах, — сыгранные им персонажи не имели значимого кинематографического успеха.

### 1990—2000-е годы
Широкое признание Макшейну удалось завоевать только после выхода сериала «Лавджой» (по мотивам романов Джонотана Гэша, англ. Lovejoy), названного в честь главного героя, которого играл Иэн. Для продвижения сериала, снятого на стыке двух жанров — комедии и детектива, актёр создал собственную продюсерскую компанию (англ. McShane Productions). Премьера первого сезона состоялась ещё в 1986-м, но из-за вопросов с корпоративным правом показ был «заморожен» и продолжен только в начале 1990-х годов. Сюжет каждой серии представляет собой отдельную историю из жизни и приключений обаятельного мошенника и торговца антиквариатом Лавджоя. Этот персонаж стал самой узнаваемой ролью актёра на многие годы по обе стороны Атлантики.
Актёры никогда не уходят на пенсию, для них просто не находится сценариевИэн Макшейн
Во второй половине 1990-х Иэн Макшейн не часто появлялся на экране, и оказался в центре зрительского внимания лишь в 2000 году, после того, как снялся в роли жестокого гангстера в криминальной ленте Джонатана Глэйзера «Сексуальная тварь». В том же году после долгого перерыва актёр вернулся на театральную сцену в роли дьявола, Дэрила ван Хорна, в премьере популярного мюзикла «Иствикские ведьмы» (англ. The Witches of Eastwick), покинув из-за болезни проект в марте 2001 года.
Новый виток популярности настиг Макшейна в американском сериале «Дедвуд» (премьера показа — 21 марта 2004 года), где он блистательно сыграл брутального владельца салуна Эла Сверенджена (англ. Al Swearengen), заправляющего в 1870-х годах поселением золотоискателей Дедвуд в Южной Дакоте. Для сериала характерны гиперреализм изображения, откровенные сцены насилия и секса, повышенное употребление ненормативной лексики. Американская ассоциация телевизионных критиков (англ. Television Critics Association) высоко оценила игру актёра в «Дедвуде», объявив его победителем в категории «Неповторимый вклад в драму». Газета «Нью-Йорк Таймс» назвала героя Макшейна одним из самых интересных злодеев телевидения. За роль Сверенджена он был награждён «Золотым глобусом» в номинации «Лучший актёр драматического телесериала».
В промежутках между съёмками сериала Макшейн успел принять участие в отмеченном на многих кинофестивалях фильме «Девять жизней» (девять коротких камерных историй о судьбах женщин), сыграв в нём парализованного инвалида. Когда в 2006 году после трёх сезонов «Дедвуд» был закрыт, актёр сразу же включился в работу над другими проектами. В драме «Мы — одна команда» он сыграл отца погибшего спортсмена. Вуди Аллен задействовал его в роли мёртвого журналиста в своей комедии «Сенсация». Один за другим следуют ещё одна комедия «Лихач» и фантастические триллеры «Восход тьмы», «Смертельная гонка», «Дело № 39». Одновременно актёр демонстрирует зрителям богатые возможности своего голоса, участвуя в озвучивании таких анимационных лент как «Шрек Третий», «Кунг-фу Панда» и «Коралина в Стране Кошмаров», а также фильма «Золотой компас».
В 2007 году Иэн триумфально возвращается на Бродвей, сыграв безжалостного главу семейства Макса в знаменитой пьесе Гарольда Пинтера «Возвращение домой» (англ. The Homecoming). Режиссёр спектакля Дэниэл Салливан (англ. Daniel Sullivan), размышляя о характере Макса, сравнивал его с другим персонажем Макшейна — Сверендженом: «Если Эл стоит у власти, то Макс её теряет, и это приводит его в бешенство».
В 2009 году вышел сериал «Короли» (англ. Kings, NBC), в основе которого положена интерпретация библейской истории соперничества царя Саула и пастыря Давида, и где Макшейн создал феерический образ абсолютного монарха Сайлоса Бенджамина.

### 2010-е годы
В январе 2010 года в кинопрокат выпущен новый фильм о британских гангстерах «44 дюйма» (англ. 44 Inch Chest), в котором Иэн Макшейн играет вместе с Рэем Уинстоном и Джоном Хёртом. Сценарий этой драмы написали Луис Меллис и Дэвид Синто — авторы «Сексуальной твари». Летом того же года на кабельном канале Starz вышел исторический мини-сериал «Столпы Земли» (англ. The Pillars of the Earth; продюсерская компания — англ. Tandem Communications) об Англии XII века по одноимённому роману Кена Фоллетта. Персонажем актёра стал один из главных героев книги — властный епископ Уолеран.
Макшейн принял участие в съёмках «Пираты Карибского моря: На странных берегах» (премьера — в мае 2011 года). Его персонаж — новый главный враг капитана Джека Воробья — легендарный пират Эдвард Тич по прозвищу Чёрная Борода.
В марте 2011 года он согласился сыграть короля Брамвелла в новом фильме Брайана Сингера «Джек — покоритель великанов». В список ролей также вошёл вожак гномов по прозвищу Бит в фильме «Белоснежка и охотник». В октябре 2012 года актёр был заявлен во втором сезоне «Американской истории ужасов»; в начале 2013-го — в фильме «Геракл»; в 2014 году — в фильме «Джон Уик» в роли управляющего отелем «Континенталь» — Уинстона.
В 2016 году он присоединился к сериалу канала HBO «Игра престолов» в шестом сезоне. В марте 2016-го из прессы стало известно, что Иэн выбран на роль мистера Среды в сериальной экранизации романа Нила Геймана «Американские боги» (производство телеканала Starz). В 2017 году снялся в фильме «Джон Уик 2». В октябре 2018 года Макшейн вернулся к работе над ролью Эла Сверенджена. Создатель сериала «Дедвуд» Дэвид Милч договорился с HBO о съёмках двухчасового телефильма — продолжения истории о героях поселения золотоискателей Дедвуд в XIX веке. Его премьера состоялась 31 мая 2019 года. Среди других проектов актёра — роль Тревора Бруттенхолма, приёмного отца Хеллбоя в одноимённом фильме 2019 года. В 2019 году снялся в фильме «Джон Уик 3» и в 2023 году в фильме «Джон Уик 4».

### Личная жизнь
Первой женой Иэна Макшейна была актриса Сюзен Фармер, (1965—1968), которая играла вместе с ним в «Диких и жаждущих». Второй раз он женился в 1970 году на Руте Пост (англ. Ruth Post), в браке у них родились дочь Кейт и сын Морган. Пара развелась в 1976 году. В это же время Иэн заводит бурный роман с Сильвией Кристель, воплотившей на экране эротический образ Эммануэль. Они встретились во время совместных съёмок фильма «Пятый мушкетёр». Представляя в прессе свои мемуары «Обнажённая» (впервые опубликованы в 2006 году во Франции), Сильвия в красках описывала их знакомство:

У него был греческий профиль и большие, ярко сверкающие глаза. Его улыбка, правда, не была невинной — под ней скрывался оскал волка, а я будто была его добычей. Но для многих дьявол прекрасен, и моё влечение к Иэну меня сломило.
Оригинальный текст (англ.)He had a Greek nose and big, bright glittering eyes. His smile wasn’t an innocent smile though — it was as if I was his prey and he had wolf’s teeth. But to many the devil is beautiful and my attraction to Ian overwhelmed me.

Их отношения претерпели крах. В августе 1980-го Иэн снова женится, его избранницей стала американская актриса Гвен Хамбл, с которой он связан узами брака и по сей день. Они живут на два дома — в Лос-Анджелесе и Лондоне.
На протяжении многих лет Макшейн имел серьёзное пристрастие к алкоголю, о чём откровенно рассказывает:

Вплоть до середины 1980-х меня мало заботила карьера, покуда я заколачивал деньги и мог вести разгульную жизнь. И я вёл эту чёртову разгульную жизнь. Были роли, о которых я даже не помню из-за нескончаемой выпивки и наркотиков.
Оригинальный текст (англ.)So, up until the middle of the 1980s, I wasn't that bothered about the career, as long as I was making money and having a great time. And I did have a great f***ing time. There are some jobs that I don't even remember doing, in the blizzard of alcohol and drugs.

Побороть пагубную привычку он смог только в конце 1980-х годов и с тех пор, по словам актёра, не брал в рот и капли спиртного. Однажды Иэн заметил, что женитьба на Гвен и отказ от алкоголя — два решения, которые изменили его жизнь.

## Оценка творчества
С момента выхода на телеэкраны сериала «Дедвуд» критики не прекращают говорить об актёрском мастерстве Иэна Макшейна, подчёркивая харизматичность, психологические нюансы и многослойность создаваемых им персонажей. По словам одного из обозревателей «Чикаго Трибьюн», найдётся не много актёров, способных сделать безжалостный характер (о короле Сайлосе из «Королей») столь же неотразимым, передавая накал мысли и чувств одним только взглядом.
Когда у Вуди Аллена поинтересовались, каково было работать с Иэном Макшейном на съёмках «Сенсации», режиссёр признался, что никогда прежде не слышал о нём. Но спустя всего лишь минуту, как тот вошёл в студию на прослушивание, Аллен понял, что больше никого кроме него не хочет видеть в роли Стромбела.
Иэну Макшейну также не чужды импровизации. На одной из репетиций спектакля «Возвращение домой» его в шутку сравнили со Стэнли Холлоуэем в «оскароносной» роли Альфреда Дулиттла из фильма «Моя прекрасная леди», и Макшейн начал играть сцену, имитируя диалект «кокни» и танцуя с тростью и шляпой; после чего режиссёр Дэниэл Салливан заявил, что в тот момент полностью потерял контроль над действием.
Сценарист и продюсер «Дедвуда» Дэвид Милч, на которого Макшейн произвёл впечатление ещё в «Сексуальной твари», так описывал свои первые ощущения при просмотре актёра на роль Сверенджена:

Он взял нас за шиворот, потаскал десять минут и бросил. Иэн был природной стихией. Я вовсе не так представлял себе этот образ, но продюсеру надлежит быть скромнее, смиренно принимая то, что осознано. И я просто заткнулся…
Оригинальный текст (англ.)He picked us up by the scruff of our necks, carried us around for 10 minutes, and dropped us. Ian was a force of nature. It wasn't at all what I had imagined the character to be, but proper humility in a producer is to defer to the realized thing. So I just shut up...

О себе самом Иэн Макшейн отзывается как о характерном актёре, которому интереснее всего детективы и триллеры. Журналисты нередко отмечают, что Макшейн при интервьюировании бывает весьма непредсказуем в ответных реакциях и не терпит некомпетентных комментариев, высказывая напрямую всё, что думает о таком собеседнике. На вопрос, почему в последние годы он стал уделять больше внимания озвучиванию, Макшейн как-то ответил, что «виртуальные» роли позволяют создать свой собственный мир, — делать всё, что пожелаешь. Когда актёра спросили, где он научился владеть своим невероятным голосом, тот не без иронии сказал, что в Королевской академии: пытались избавить от акцента, кладя ему в рот всякие вещи.

## Фильмография

### Актёр
| Кино           | Кино                                                  | Кино                                          | Кино                       |
| Год            | На русском языке                                      | На языке оригинала                            | Роль                       |
| -------------- | ----------------------------------------------------- | --------------------------------------------- | -------------------------- |
| 1962           | Дикие и жаждущие                                      | The Wild and the Willing                      | Гарри                      |
| 1966           | Девушка-цыганка                                       | Sky West and Crooked / Gypsy Girl             | Робин                      |
| 1969           | Если сегодня вторник, то это должна быть Бельгия      | If It’s Tuesday, This Must Be Belgium         | Чарли Картрайт             |
| 1969           | Битва за Англию                                       | Battle of Britain                             | сержант ВВС Энди           |
| 1970           | Кошечка, кошечка, я люблю тебя                        | Pussycat, Pussycat, I Love You                | Фред Доббс                 |
| 1970           | Там Лин                                               | Tam Lin / The Devil’s Widow                   | Том Линн                   |
| 1971           | Злодей / Негодяй                                      | Villain                                       | Вулф Лесснер               |
| 1971           | Наёмник                                               | Freelance                                     | Митч                       |
| 1972           | Подсадная утка / Сидячая цель                         | Sitting Target                                | Бёрди Уильямс              |
| 1973           | Последний круиз на яхте «Шейла»                       | The Last of Sheila                            | Энтони                     |
| 1975           | Выкуп                                                 | Ransom / The Terrorists                       | Рэй Петри                  |
| 1975           | Путешествие в страх                                   | Journey into Fear                             | Банат                      |
| 1979           | Большое ограбление банка Ривьеры                      | The Great Riviera Bank Robbery                | Умник                      |
| 1979           | Пятый мушкетёр                                        | The Fifth Musketeer                           | Фуке                       |
| 1979           | Недавний герой                                        | Yesterday’s Hero                              | Род Тёрнер                 |
| 1983           | На виду                                               | Exposed                                       | Грэг Миллер                |
| 1985           | Горе невинным                                         | Ordeal by Innocence                           | Филипп Дюран               |
| 1985           | Слишком напуган, чтобы кричать                        | Too Scared to Scream                          | Винсент Хэрдвик            |
| 1985           | Сумерки                                               | Torchlight                                    | Сидней                     |
| 1990           | Загадка миссис Коломбо                                | Rest in Peace, Mrs. Columbo                   | Любовник убийцы            |
| 2000           | Сексуальная тварь                                     | Sexy Beast                                    | Тедди Басс                 |
| 2002           | Королева Болливуда                                    | Bollywood Queen                               | Фрэнк                      |
| 2003           | Агент Коди Бэнкс                                      | Agent Cody Banks                              | Бринкман                   |
| 2003           | Игра возмездия                                        | Nemesis Game                                  | детектив Джефф Новак       |
| 2005           | Девять жизней                                         | Nine Lives                                    | Ларри                      |
| 2006           | Сенсация                                              | Scoop                                         | Джо Стромбел               |
| 2006           | Мы — одна команда                                     | We Are Marshall                               | Пол Гриффен                |
| 2006           | Золотой компас                                        | The Golden Compass                            | голос Рагнара Стурлусона   |
| 2007           | Лихач                                                 | Hot Rod                                       | Фрэнк Пауэлл               |
| 2007           | Восход тьмы                                           | The Seeker: The Dark Is Rising                | Мерримэн Лион              |
| 2008           | Смертельная гонка                                     | Death Race                                    | Тренер                     |
| 2009           | Дело № 39                                             | Case 39                                       | детектив Майк Бэррон       |
| 2010           | 44 дюйма                                              | 44 Inch Chest                                 | Мередит                    |
| 2011           | Пираты Карибского моря: На странных берегах           | Pirates of the Caribbean 4: On Stranger Tides | Эдвард Тич / Чёрная Борода |
| 2012           | Белоснежка и охотник                                  | Snow White & the Huntsman                     | Бит                        |
| 2013           | Джек — покоритель великанов                           | Jack the Giant Slayer                         | король Брамвелл            |
| 2014           | Танцуй отсюда!                                        | Cuban Fury                                    | Рон Парфит                 |
| 2014           | Геракл                                                | Hercules                                      | Амфиарай                   |
| 2014           | Джон Уик                                              | John Wick                                     | Уинстон Скотт              |
| 2015           | Болден!                                               | Bolden!                                       | Судья Перри                |
| 2015           | Человек на Кэррион-роуд                               | The Hollow Point                              | Лиланд                     |
| 2016           | Братья из Гримсби                                     | The Brothers Grimsby                          | директор MI-6              |
| 2017           | Джон Уик 2                                            | John Wick: Chapter Two                        | Уинстон Скотт              |
| 2019           | Хеллбой                                               | Hellboy                                       | Тревор Бруттенхолм         |
| 2019           | Джон Уик 3                                            | John Wick: Parabellum                         | Уинстон Скотт              |
| 2023           | Джон Уик 4                                            | John Wick: Chapter 4                          | Уинстон Скотт              |
| 2024           | Американская звезда                                   | American Star                                 | Уилсон                     |
| 2025           | Балерина                                              | Ballerina                                     | Уинстон Скотт              |
| Телевидение    |                                                       |                                               |                            |
| Год            | На русском языке                                      | На языке оригинала                            | Роль                       |
| 1967           | Грозовой перевал (телесериал)                         | Wuthering Heights                             | Хитклифф                   |
| 1977           | Корни (мини-сериал)                                   | Roots                                         | сэр Эрик Расселл           |
| 1977           | Иисус из Назарета (мини-сериал)                       | Jesus of Nazareth                             | Иуда Искариот              |
| 1978           | Жизнь Шекспира (мини-сериал)                          | Life of Shakespeare                           | Кристофер Марлоу           |
| 1978           | Дизраэли (мини-сериал)                                | Disraeli                                      | Бенджамин Дизраэли         |
| 1982           | Письмо                                                | The Letter                                    | Джефф                      |
| 1982           | Марко Поло (мини-сериал)                              | Marco Polo                                    | Али Бен Юсуф               |
| 1983           | Обнажённый аромат (телесериал)                        | Bare Essence                                  | Нико Феофил                |
| 1983           | Грейс Келли                                           | Grace Kelly                                   | принц Ренье III            |
| 1985           | Наша эра (мини-сериал)                                | A.D.                                          | Сеян                       |
| 1985           | Вечнозелёный (мини-сериал)                            | Evergreen                                     | Пол Лернер                 |
| 1986           | Убийства на улице Морг                                | Murders in the Rue Morgue                     | Префект полиции            |
| 1986—1994      | Лавджой (телесериал)                                  | Lovejoy                                       | Лавджой                    |
| 1988           | Великий побег 2: Нерассказанная история               | Great Escape II: The Untold Story             | Роджер Башнелл             |
| 1988—1989      | Война и воспоминание (мини-сериал)                    | War and Remembrance                           | Филипп Рул                 |
| 1989           | Загадки Дика Фрэнсиса (мини-сериал)                   | Dick Francis: Mysteries                       | Дэвид Кливленд             |
| 1989           | Юность Чарли Чаплина (мини-сериал)                    | Young Charlie Chaplin                         | Чарльз Чаплин-старший      |
| 1989           | Полиция Майами: Отдел нравов (телесериал)             | Miami Vice                                    | Мануэль Борбон             |
| 1995           | Сохранившие соул                                      | Soul Survivors                                | Отис Кук                   |
| 1996           | Мэдсон (мини-сериал)                                  | Madson                                        | Джон Мэдсон                |
| 1998           | Вавилон 5: Река душ                                   | Babylon 5: The River of Souls                 | Роберт Брайсон             |
| 1999           | Команда «Ангелы»                                      | D.R.E.A.M. Team                               | Оливер Максвелл            |
| 2002           | Под прикрытием (телесериал, 2 сезон, «Неприкасаемый») | In Deep, season 2, «Untouched»                | Джейми Лэмб                |
| 2003           | Доверенное лицо (телесериал)                          | Trust                                         | Алан Купер-Фозард          |
| 2004—2006      | Дедвуд (телесериал)                                   | Deadwood                                      | Эл Сверенджен              |
| 2009           | Короли (телесериал)                                   | Kings                                         | король Сайлос Бенджамин    |
| 2010           | Столпы Земли (мини-сериал)                            | The Pillars of the Earth                      | Уолеран Бигод              |
| 2012           | Американская история ужасов (телесериал)              | American Horror Story                         | Ли Эмерсон                 |
| 2014           | Рэй Донован (телесериал)                              | Ray Donovan                                   | Малкольм Финни             |
| 2016           | Игра престолов (телесериал)                           | Game of Thrones                               | Рэй                        |
| 2017           | Американские боги (телесериал)                        | American Gods                                 | мистер Среда               |
| 2019           | Дедвуд (телефильм)                                    | Deadwood                                      | Эл Сверенджен              |
| 2023           | One Piece. Большой Куш                                | One Piece                                     | Рассказчик                 |
| Мультипликация |                                                       |                                               |                            |
| Год            | На русском языке                                      | На языке оригинала                            | Роль                       |
| 2007           | Шрек Третий                                           | Shrek the Third                               | капитан Крюк (голос)       |
| 2008           | Кунг-фу панда                                         | Kung Fu Panda                                 | Тай Лунг (голос)           |
| 2009           | Коралина в Стране Кошмаров                            | Coraline                                      | господин Бобински (голос)  |
| 2022           | Папин дракон                                          | My Father’s Dragon                            | горилла Сэйва (голос)      |
| 2024           | Кунг-фу панда 4                                       | Kung Fu Panda 4                               | Тай Лунг (голос)           |

### Продюсер
- 1996 — Мэдсон / Madson

### Режиссёр
- 1992—1994 — Лавджой / Lovejoy (4 серии)